# Sweet Nothing (canção de Taylor Swift)
"Sweet Nothing" é uma canção da cantora e compositora norte-americana Taylor Swift, presente em seu décimo álbum de estúdio, Midnights, lançado em 21 de outubro de 2022, através da Republic Records. O título "Sweet Nothing" (doce nada) refere-se a uma expressão do gesto romântico sem sentido que ocorre entre amantes. A canção foi anunciada como a penúltima faixa da edição padrão do álbum através de sua série TikTok, Midnights Mayhem with Me. Escrita por Swift e Joe Alwyn, (sob o pseudônimo de William Bowery), é uma canção de amor sobre o relacionamento calmo e romântico de um protagonista em sua casa, em contraste com o estrelato agitado do lado de fora. Produzida ao lado de Jack Antonoff, a música é conduzida por piano elétrico e saxofone, imitando baladas dos anos 1970.
Os críticos musicais elogiaram a composição sutil e a produção simples da canção; alguns a escolheram como uma das melhores músicas de Midnights. "Sweet Nothing" alcançou o top 20 nas paradas de singles na Austrália, Canadá, Malásia, Filipinas, Cingapura e Estados Unidos.

## Antecedentes e lançamento
Em 28 de agosto de 2022, Taylor Swift anunciou seu décimo álbum de estúdio ao ganhar o prêmio de Vídeo do Ano por All Too Well: The Short Film no MTV Video Music Awards de 2022, com lançamento previsto para 21 de outubro de 2022. Uma hora depois, Swift revelou o título, Midnights, e a capa do álbum, ao passo que a lista de faixas não foi revelada inicialmente. O ator britânico e parceiro de Swift, Joe Alwyn, já trabalhou com a cantora em seus dois álbuns de estúdio de 2020, Folklore e Evermore, sob o pseudônimo de William Bowery. Em 2022, ele foi listado em seu novo álbum como co-compositor de "Sweet Nothing".[2][3] Jack Antonoff, colaborador de longa data de Swift, que trabalhava com ela desde seu quinto álbum de estúdio, 1989 (2014), foi confirmado como produtor de Midnights por um vídeo postado na conta de Swift no Instagram em 16 de setembro de 2022, intitulado "The making of Midnights".
Em 21 de setembro de 2022, um mês antes do lançamento de Midnights, ela anunciou uma curta série de treze episódios chamada Midnights Mayhem with Me que seria lançada na plataforma de mídia social TikTok. O objetivo da série de vídeos era anunciar o título de uma música do álbum a cada episódio, rolando uma gaiola de loteria contendo treze bolas de pingue-pongue numeradas de um a treze, cada bola representando uma faixa. Em 7 de outubro, "Sweet Nothing" foi anunciada como a penúltima faixa da edição padrão junto com "Lavender Haze", "You're on Your Own, Kid" e "Labyrinth" algumas horas depois.

## Composição e letras
Swift e Joe Alwyn, creditado como William Bowery, escreveram a música, sendo produzida por Jack Antonoff. É a única faixa de Midnights, excluindo "Vigilante Shit", onde o lirismo de Antonoff não está presente. "Sweet Nothing" é uma balada sonhadora, conduzida por piano elétrico e saxofone, imitando as baladas dos anos 1970. Alguns fãs especularam que o "riff de piano cativante" da música foi composto por Alwyn. O final da música inclui algumas picadas de trompa. "Sweet Nothing" é tocada na tonalidade de Dó maior com um andamento de 88 batidas por minuto em tempo comum. O alcance vocal de Swift vai de E♭3 a G♭4.
O título da música faz referência à expressão "sweet nothing" (doce nada), um gesto romântico sem sentido que ocorre entre amantes. Algumas pessoas observaram que o ex-parceiro de Swift, Calvin Harris, tem uma música com o mesmo título. "Sweet Nothing" é uma canção de amor sobre o relacionamento calmo e romântico de um protagonista em sua casa, em contraste com o estrelato agitado do mundo exterior. A música começa com uma imagem vívida de uma pedra sendo apanhada nas margens de Wicklow, um condado irlandês onde Alwyn filmou a série de televisão Conversation with Friends. O cineasta John Wohlmacher da Exclaim! disse que o refrão invoca a imagem de 4:44 (2011) de Abel Ferrara. Na ponte, trata-se de celebrar o compartilhamento de seus sentimentos e medos mais vulneráveis com seu parceiro.

## Recepção da crítica
A canção foi aclamada pela crítica. Alex Hopper, do American Songwriter, descreveu a música como "intensamente livre" e "deliciosamente ingênua", chamando-a de "joia simples". Classificando Midnights faixa por faixa, o jornalista da Billboard, Jason Lipshutz, a classificou como a oitava melhor música do álbum, dizendo que os gestos sutis de Swift são um dos mais comoventes do álbum. Marc Hirsh, da Entertainment Weekly, chamou a música de "encantadora" por retratar Swift devotando-se a alguém que não exige nada dela.
Courteney Lacrossa do Insider apelidou a música de "a faixa mais suave e sensível" por causa de sua especificidade, da qual o álbum parecia "desprovido". Callie Ahlgrim ao lado de Lacrossa afirmou que é a única música em Midnights que "me dá arrepios o tempo todo". Rick Quinn do PopMatters escolheu "Sweet Nothing" como uma das canções que mostra a habilidade de Swift de "enunciar e tocar onde o sotaque enfático se torna instrumentos rítmicos". Neil McCormick, do The Daily Telegraph, declarou a "balada leve e esvoaçante" como a melhor música do álbum.

## Tabelas musicais
| Tabelas musicais (2022)                 | Melhor posição |
| --------------------------------------- | -------------- |
| Austrália (ARIA)                        | 14             |
| Canadá (Canadian Hot 100)               | 15             |
| Mundo (Billboard Global 200)            | 14             |
| Grécia - International (IFPI)           | 30             |
| Lituânia (AGATA)                        | 72             |
| Malásia - International (RIM)           | 16             |
| Filipinas (Billboard)                   | 12             |
| Singapura (RIAS)                        | 15             |
| Espanha (PROMUSICAE)                    | 89             |
| Suécia (Sverigetopplistan)              | 59             |
| Suíca - Streaming (Schweizer Hitparade) | 70             |
| Reino Unido (Audio Streaming Chart)     | 18             |
| Estados Unidos (Billboard Hot 100)      | 15             |
| Vietnã (Vietnam Hot 100)                | 27             |